# Jean Lafond
Pour les articles homonymes, voir Lafond.
Jean  Marie Georges Lafond, né le 5 septembre 1888 à Rouen et mort le 1er octobre 1975 à Neuilly-sur-Seine, est un journaliste, archéologue et historien de l'art français.

## Biographie
Jean Lafond est le fils aîné de Joseph Lafond (1851-1921), journaliste et propriétaire du quotidien le Journal de Rouen depuis 1900, et de Marie Dupré. Il est le cousin de Marcel Dupré. Appartenant à une grande famille rouennaise,, il mène des études classiques à Paris puis au lycée Louis-le-Grand à Paris. Il commence, sous la direction d'Émile Mâle, une thèse sur le peintre-verrier Engrand Leprince, qu'il n'achève pas. Il publie un article, en 1909, intitulé « La résurrection d’un maître d’autrefois », sur l’identification du peintre-verrier d’origine néerlandaise, Arnoult de Nimègue, repris et imprimé en 1942.
Il se marie en 1913 à Louviers avec Alice Miquel, issue d'une famille d'industriels du textile, fille de Joseph Miquel ; ils ont cinq enfants. 
Lors de la Première Guerre mondiale, il est mobilisé au 39e régiment d'infanterie, il est fait prisonnier le 22 août 1914 à Charleroi et interné à Cottbus. Il est rapatrié en France le 22 janvier 1919.
Après la guerre, il est journaliste puis co-directeur et rédacteur en chef du Journal de Rouen à la mort de son père en 1921. Sa famille possède le journal ainsi que d'autres petits périodiques. Jean Lafond et ses frères se partagent la direction et la gestion du quotidien. Il en est le principal directeur après la mort à 42 ans de son frère André en 1932. Un autre de ses frères, Pierre Lafond, est le directeur administratif du quotidien et un autre, Jacques, le benjamin de la famille, est secrétaire général.  
En 1926, la Société française d'archéologie lui décerne une médaille de vermeil lors du Congrès archéologique de France.
En 1929, il est fait chevalier de la Légion d'honneur.
Il continue ses recherches sur les vitraux, un sujet novateur, la peinture sur verre du Moyen Âge et de la Renaissance.
Archéologue et historien d'art, il est reçu membre de l'Académie des sciences, belles-lettres et arts de Rouen en 1925, il en devient président en 1934. Il est également président des Amis des Monuments Rouennais en 1938.
Favorable pendant la Seconde Guerre mondiale au maréchal Pétain, il continue à diriger le Journal de Rouen qui prône la collaboration avec les Allemands. Son entreprise, la SARL Lafond fils et Cie, souscrit en 1941 et 1944 au capital des éditions Inter-France, qui publient des ouvrages de propagande favorables à la collaboration, contrôlées par l'agence de presse Inter-France dont sa société est actionnaire et membre de son conseil d'administration depuis sa fondation en 1938. Comme son frère Pierre, directeur administratif, et son fils aîné Michel, rédacteur en chef et auteur d'articles très favorables à la collaboration, il reçoit la Francisque. Tous trois sont d'anciens membres du Parti populaire français (PPF),. Il collabore par ailleurs à l'hebdomadaire parisien collaborationniste Je suis partout (sous le pseudonyme de Louis-Charles Denis), à l'instar de Pierre Villette, chef des services parisiens du Journal de Rouen et membre du PPF.
L'un de ses fils, Étienne Lafond (1920-2016), jeune industriel à Louviers où se situe l'usine Miquel, résistant depuis 1942, membre du réseau Alliance, est arrêté par les Allemands en juillet 1944, emprisonné puis déporté par le convoi du 15 août 1944 dans le camp de concentration de Buchenwald-Dora Et Kommandos. Il survit et publie en 1947 un témoignage sur les camps préfacé par le maréchal Jean de Lattre de Tassigny,,,,.
À la Libération, Jean Lafond se réfugie en Suisse. Il est condamné par contumace aux travaux forcés à perpétuité en mars 1945, par la Cour de justice de Rouen, tandis que son fils Michel est condamné à 20 ans de travaux forcés et son frère Pierre à 5 ans de prison. L'imprimerie et l'immeuble du journal sont confisqués,,. 
Il publie en Suisse plusieurs ouvrages et articles sous le pseudonyme de Georges des Verrières. Il revient en France vers 1952. Il est arrêté et jugé devant le tribunal militaire à Metz. Défendu par René Coty, il est acquitté en décembre 1953.
En 1952, à son retour à Paris, il se consacre entièrement aux études sur le verre. Historien de l'art, spécialiste des vitraux du XIVe et du XVe siècle, il est membre de la Société française d'archéologie, également membre du comité français du Corpus vitrearum medii aevi, du Royal Archaeological Institute et devient en 1972 président de la Société des antiquaires de France.
Il meurt le 1er octobre 1975 à l'Hôpital américain de Neuilly-sur-Seine, il est inhumé au cimetière monumental de Rouen dans le caveau familial qu'il a fait élever par Georges Lanfry sur les plans de Pierre Chirol.

## Distinctions
- Chevalier de la Légion d'honneur (1929)
- Ordre de la Francisque (1942)[18]

## Ouvrages (sélection)
- [1988] Jean Lafond, Le vitrail, origines, technique, destinées, Lyon L’Œil et la main, La Manufacture, 1988, 3e éd., 220 p. (ISBN 2-7377-0117-1) — 3e édition, mise à jour par Françoise Perrot, de l'ouvrage publié en 1966 et réédité en 1978. Compte-rendu : Anne Granboulan, « Jean Lafond, Le vitrail, origines, technique, destinées », Bulletin Monumental, vol. 147, no 2,‎ 1989, p. 195 (lire en ligne, consulté le 3 novembre 2017).

- [1912] Jean Lafond, Arnoult de la Pointe, peintre et verrier de Nimègue, et les artistes étrangers à Rouen aux XVe et XVIe siècles, Rouen, Lecerf fils, 1912, 32 p.
- [1942] Jean Lafond, La résurrection d'un maitre d'autrefois : le peintre-verrier Arnoult de Nimègue (Aert van Oort ou van Hort, Aert Ortkens, Arnoult de la Pointe), Rouen, Imprimerie Lainé, 1942, xxiv+102 (SUDOC 024666998)
- [sd] Jean Lafond, Les Vitraux de Saint-Nicaise de Rouen, Rouen, Lecerf, s.d., 16 p.
- [sd] Jean Lafond, La Peinture sur verre à Jumièges, Rouen, Lecerf, s.d.
- [1953] Jean Lafond, Le Vitrail en Normandie de 1250 à 1300, Paris, Société Française d'Archéologie, 1953, 41 p.
- [1960] Jean Lafond, Le Commerce des vitraux étrangers anciens en Angleterre au XVIIIe et au XIXe siècle, 1960, 12 p.